# Elefthería Arvanitáki
Elefthería Arvanitáki (en grec moderne : Ελευθερία Αρβανιτάκη), née au Pirée le 17 octobre 1957, est une chanteuse grecque.
Elle a commencé sa carrière en 1980 avec le groupe Οπισθοδρομική Κομπανία (Opisthodromiki Kompania - Compagnie rétrograde). En août 2004, elle a participé à la cérémonie de clôture des Jeux olympiques d'Athènes.

## Discographie
- Grigora I Ora Perase (2006)
- Stis Akres Ap' Ta Matia Sou (2006)
- Dromoi Paralliloi (2005)
- Ola sto fos (Everything brought to light) (2004)
- Three Songs (2004)
- Eleftheria Arvanitaki Live (2003)
- Live at the Gyalino Mousiko Theatro (2002)
- Broadcast (2001)
- Songs for the Months - The third side (2000)
- The very best of 1989-1998 (1999)
- Off the Road (1998)
- Songs for the Months (1996)
- Greatest Hits (1995)
- Zontana stous vrahous - Summer 95 (1995)
- The Bodies and The Knives (1994)
- The night is descending (1993)
- I still remain an outcast (1991)
- Tanirama (1989) avec Stamátis Spanoudákis
- Contraband (1986) avec Stamátis Spanoudákis
- Eleftheria Arvanitaki (1984)